# プラネット ズー
プラネット ズー (英: Planet Zoo) は、2019年にイギリスのフロンティア・デベロップメンツ社がWindowsユーザー向けにSteam経由で発売した動物園の建設管理シミュレーションゲーム。追加コンテンツを含めると動物の種類は最大187種類。2024年にコンソール版としてPlayStation 5およびXbox Series X/Sでも発売。

## 概要
過去に同様の建設管理シミュレーションゲームとして『ズー タイクーン (2013年) 』の開発に関わったフロンティア・デベロプメンツ社のCCOであるジョニー・ワッツ (Jonny Watts) 氏は「これは私たちが長年作りたかった動物園管理ゲームです」と述べている。開発は、本格的な動物園の運営体験を実現させるため、実際に動物園に赴いて、そこで働く人たちから多くの助言をもらったといい、動物を飼育することだけにとどまらず、教育や保護、福祉といったテーマに重点を置くことが重要だと認識したという。
また、プレーヤーによる建築操作については、同社の遊園地建設管理シミュレーションゲームである『プラネットコースター』で使われているツールセットを再利用したり、動物の居住地をフェンスで囲って歩道側の来園者に見せる、という点で共通点のある飼育エリアについては、同じく同社の恐竜のテーマパーク建設管理シミュレーションゲーム『ジュラシック・ワールド・エボリューション』の要素を取り入れたといい、個々の動物種によって違う囲いの高さ、広さ、地形、植物、気温などを求められるだけでなく、毛の色や大きさなど見た目の違う個体差や遺伝子の要素を含む繁殖システムがあるなど、かなり本物の動物社会の生態に基づいた動物園作りができる。
そして、本作はゲームでありながら実在の動物に関する知識も多く得られるズーペディアとよばれるゲーム内で見ることができる百科事典を兼ね備えており、ゲーム内で動物に関する研究を行うことによってズーペディアに豆知識が追加されたり、より良い餌の品質や充実品を動物に提供できるようになる。

## コンソール版の発売
2024年1月30日、PlayStation 5とXbox Series X/Sからコンソール版が3月26日に発売されることを公式サイトおよび公式SNSでアナウンスした。基本ゲームが入った『コンソール版』だけでなく、基本ゲームに加えて『湿地動物パック』と『東南アジアパック』などをまとめて入手できる『デラックス版』、そして『デラックス版』を含んで順次発売される14種類のコンテンツすべてを入手できる『アルティメット版』の3種類を発表した。なお、発売日前に事前予約で購入すると本来はデラックス版のみに含まれるトムソンガゼル、コビトカバ、コモドオオトカゲの3種類の動物をデラックス版以外でも入手できる予約特典があることも同時に発表した。

## ゲームモード

### キャリア
キャリア シナリオ
いわゆるチュートリアルモードであり、シナリオ形式で与えられた目標を達成していくことでゲームの構造を理解しながら次のステップへと進むことができる。各シナリオは、目標の段階に応じてブロンズ、シルバー、ゴールドの3つ星で評価され、星の数ごとに、ゲーム内の小道具として使える動物を模った彫刻がアンロックされる。ただし、次のシナリオへ進むためだけであればブロンズの獲得のみで十分だ。
キャリア シナリオの動物園
- グッドウィン ハウス
- マダガスカル類人猿保護プロジェクト
- パンダパーク
- メイプルリーフ野生動物公園
- グレートカルデラ サファリパーク
- マイヤーズ レイクアイランド動物園
- マイヤーズ 熱帯雨林保護プロジェクト
- マイヤーズ サンシャインハピネス動物園
- ネバダ州エコ動物園
- 山口県平和動物園
- バーニー・グッドウィン記念動物園

タイムアタック シナリオ
制限時間以内にすべての目標を達成することで、ゲーム内の小道具として使える動物を模った彫刻がアンロックされるモード。達成時間に応じてブロンズ、シルバー、ゴールドの3つ星で評価される。
タイムアタック シナリオの動物園
- カルストの沼地
- コファガパーク
- スコーリー荘園
- ホープ動物保護区域

### フランチャイズ
ゼロからの動物園作りから始まり、唯一オンラインの動物マーケットを通じてほかのプレーヤーと動物をトレードすることができる。定期的にお題が出るチャレンジ機能をはじめ、ほかのプレーヤーと目標を一緒に共有できるコミュニティ チャレンジにも参加できる。ただし、あくまでも本作は1人用のゲームであり、同じ動物園の中で誰かと一緒に遊ぶことは不可能であり、フランチャイズに関わらず、他のプレーヤーの名前を騙った来園者が現れることもあるが、これはAIであり、そのプレーヤー本人が動物園に遊びに来ているわけではない。

### チャレンジ
ゼロからの動物園作りを楽しむモード。定期的にお題が出るチャレンジ機能を達成することでボーナスがもらえる。

### サンドボックス
無制限のモード。建設や動物、来園者、経済に関わる設定などあらゆる設定をカスタマイズ可能。

## 動物の種類
- 保全状況について
  - 前述のズーペディアには、保全状況も記載されているが、家畜化以外はIUCNのレッドリストカテゴリーに準じたものである。
  - ただし絶滅種は本作には登場せず、カテゴリーとしても存在しない。

| ズーペディアのレッドリストカテゴリー | ズーペディアのレッドリストカテゴリー | ズーペディアのレッドリストカテゴリー | ズーペディアのレッドリストカテゴリー | ズーペディアのレッドリストカテゴリー | ズーペディアのレッドリストカテゴリー | ズーペディアのレッドリストカテゴリー | ズーペディアのレッドリストカテゴリー |
| ------------------------------------ | ------------------------------------ | ------------------------------------ | ------------------------------------ | ------------------------------------ | ------------------------------------ | ------------------------------------ | ------------------------------------ |
| 野生絶滅種                           | 深刻な危機                           | 危機種                               | 危急種                               | 準絶滅危惧種                         | 低危険種                             | 家畜化                               | 情報不足種                           |

## メタスコア
レビュー収集サイトのMetascoreによる集計結果によると、81点と概ね好意的なレビューを得ている。
アメリカのゲーム誌であるゲーム・インフォーマーの記者は、自分の動物園を建設し、キャッシュフローを管理することが最も魅力的であると述べているが、ゲームの操作方法を少しでも理解するにはキャリアモードの一部をプレイする必要があるとしつつも、最後までプレイするにはあまりに退屈なタスクがリストアップされ続けることを指摘した。また、ユーザーインターフェースの使い勝手が良くないことに触れ、最高の品質を楽しむまでに、不当なレベルの忍耐が必要であると批評した。このユーザーインターフェースについてはGameSpotの記者も、問題を解決するための情報をたどるのに、多くのメニューやアイコンを経由するのは骨が折れる、と批評した。一方でIGNの記者は、ユーザーインターフェースのナビゲート性には好感を持っていて、すべての動物を幸福にするために必要な情報が提供されているとし、動物の毛皮や羽毛のリアリティやアニメーションが優れている点など全体的に高く評価している。そしてPC Gamerの記者は、同社のプラネットコースターなどと比較をしつつ、動物の生命を扱うという緊張感について綴り、このような体験ができることは貴重だ、と述べた。

## 受賞
| 年   | 賞                                                                    | 補足                       | 結果       | 出典   |
| ---- | --------------------------------------------------------------------- | -------------------------- | ---------- | ------ |
| 2019 | ゲームズコム賞2019 gamescom award 2019                                | シミュレーションゲーム部門 | 受賞       | [ 14 ] |
| 2020 | 2019 NAVGTR Awards The National Academy of Video Game Trade Reviewers | シミュレーションゲーム部門 | 受賞       | [ 15 ] |
| 2020 | 第16回英国アカデミー賞ゲーム部門 16th British Academy Games Awards    | 英国作品賞                 | ノミネート | [ 16 ] |
| 2023 | 北米育児玩具賞 National Parenting Product Awards                      |                            | 受賞       | [ 17 ] |